# Wikipédia en santali
Wikipédia en santali (en santali : ᱥᱟᱱᱛᱟᱲᱤ ᱣᱤᱠᱤᱯᱤᱰᱤᱭᱟ [Santaṛi wikipiḍiya]) est l'édition de Wikipédia en santali, langue munda (austroasiatique) parlée principalement en Inde. Elle est lancée le 2 août 2018,,,. Son code est : sat.
Au 21 mars 2025, l'édition en santali contient 12 959 articles et compte 9 095 contributeurs, dont 48 contributeurs actifs et 3 administrateurs.

## Présentation

Le santali appartient au groupe des langues munda de la famille des langues austroasiatiques.
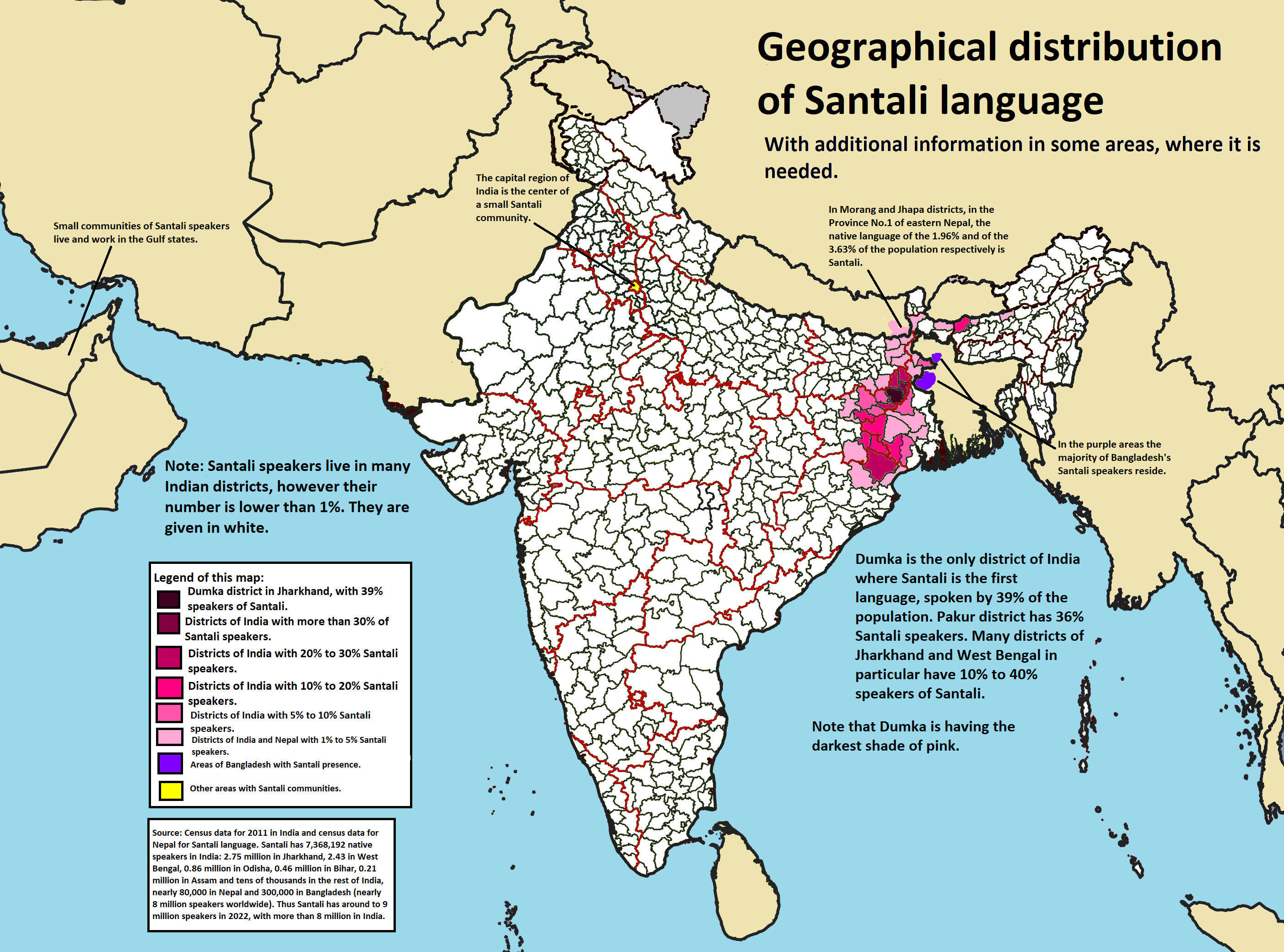
Aire de diffusion du santali.

## Statistiques
- Le 31 octobre 2022, l'édition en santali contient 7 592 articles et compte 6 013 contributeurs, dont 42 contributeurs actifs et 3 administrateurs.
- Le 3 octobre 2024, elle contient 11 672 articles et compte 8 448 contributeurs, dont 41 contributeurs actifs et 3 administrateurs.